# Baćini mészárlás
A baćini mészárlás (horvátul: Pokolj kod Baćina) során horvátországi szerb félkatonai csoportok 83 civilt gyilkoltak meg a Hrvatska Dubica közelében fekvő Baćin falu mellett. A gyilkosságokra 1991. október 21-én a horvátországi háború idején került sor. A civilek többsége horvát volt, de volt köztük két szerb is, akiket Hrvatska Dubicából, Baćinból és a közeli Cerovljani faluból vittek el. A civileket Krečane környékén, az Una folyó partján ölték meg, holttestüket két hétig temetetlenül hagyták. Legtöbbjüket ezt követően egy sekély tömegsírba dózerolták, míg számos holttestet a folyóba dobtak.
A gyilkosságokat azt követően követték el, hogy a Horvát Nemzeti Gárda (horvátul: Zbor narodne garde – ZNG) kivonulását követően szeptember közepén, amikor a civil lakosság nagy része elhagyta a területet, a Krajinai Szerb Autonóm Terület (SAO Krajina) fegyveres erői és a Jugoszláv Néphadsereg (szerbül: Jugoslovenska Narodna Armija – JNA) elfoglalta Hrvatska Dubicát és közvetlen környékét. A térségben maradt horvát lakosságot novemberre megölték, vagy kiűzték. 1997-ben, két évvel azután, hogy Horvátország visszafoglalta a területet, tártak fel egy tömegsírt, amelyben a Baćinban meggyilkolt 56 civil holtteste volt. Az esemény bekerült a volt Jugoszláviával foglalkozó Nemzetközi Törvényszék (ICTY) Slobodan Milošević elleni vádiratába és a Milan Martić elleni ICTY vádiratba is. Milošević még a tárgyalása előtt meghalt, Martićot pedig bűnösnek találták, és 35 év börtönre ítélték. A horvát hatóságok is eljárást indítottak és elítéltek hét másik krajnai SAO tisztet és tisztviselőt a gyilkosságokkal kapcsolatban.

## Előzmények
1990-ben a horvát szocialisták választási vereségét követően az etnikai feszültségek tovább fokozódtak Horvátországban. A Jugoszláv Néphadsereg (Jugoslovenska Narodna Armija – JNA) elkobozta Horvátország területvédelmi fegyvereit (Teritorijalna obrana – TO), hogy minimalizálja a lehetséges ellenállást. 1990. augusztus 17-én a fokozódó feszültség a horvátországi szerbek nyílt lázadásává fajult.A lázadás Dalmácia hátországának Knin körüli, túlnyomórészt szerbek lakta területein, valamint a Lika, Kordun, Banovina régiók és Kelet-Horvátország egyes részein zajlott. 1991 januárjában Szerbia Montenegró, valamint a szerbiai Vajdaság és Koszovó tartományok támogatásával kétszer is sikertelenül próbálkozott, hogy megszerezze a jugoszláv elnökség jóváhagyását a JNA bevetéséhez a horvát biztonsági erők leszerelésére.
A szerb felkelők és a horvát különleges rendőrség között márciusban vívott vértelen összecsapás után maga a JNA, Szerbia és szövetségesei támogatásával, kérte a szövetségi elnökséget, hogy adjon neki háborús jogosítványokat és hirdessen ki rendkívüli állapotot. A kérelmet 1991. március 15-én elutasították, és a JNA Slobodan Milošević szerb elnök irányítása alá került 1991 nyarán, amikor a jugoszláv szövetség szétesésnek indult. A hónap végére a konfliktus eszkalálódott, ami a háború első halálos áldozataihoz vezetett. A JNA ezután közbelépett, hogy támogassa a felkelőket, és megakadályozza a horvát rendőrség beavatkozását. Április elején a horvátországi szerb lázadás vezetői bejelentették, hogy az ellenőrzésük alatt álló területeket integrálják Szerbiával. Horvátország kormánya ezt az elszakadás aktusának tekintette.
1991 márciusára a konfliktus Horvátország függetlenségi háborújává fajult, majd 1991 júniusában, Jugoszlávia felbomlásával Horvátország kikiáltotta függetlenségét. A függetlenségi nyilatkozat három hónapos moratóriumot követően október 8-án lépett hatályba. Mivel a Jugoszláv Néphadsereg egyre inkább támogatta a SAO Krajinát, ezzel a horvát rendőrség nem tudott megbirkózni. Így 1991 májusában megalakult a Horvát Nemzeti Gárda (ZNG). Horvátország haderejének fejlődését hátráltatta az ENSZ szeptemberben bevezetett fegyverembargója, miközben a horvátországi katonai konfliktus tovább eszkalálódott, augusztus 26-án kezdődött a vukovári csata.
1991 elején Horvátországnak nem volt reguláris hadserege, ezért védelmének megerősítése érdekében megduplázta rendőri erői létszámát, mely így 20 000 főre nőtt. A haderő leghatékonyabb részét a tizenkét zászlóaljba szervezett, a katonai egységek szerepét átvevő, 3000 fős különleges rendőrség jelentette. Emellett 16 zászlóaljba és 10 századba területi alapon szervezett 9-10 000 tartalékos rendőr is rendelkezésre állt. A tartalékos erőnek nem volt fegyvere. A helyzet romlására reagálva a horvát kormány a különleges rendőrzászlóaljakat négy, összesen mintegy 8000 fős, a Honvédelmi Minisztérium alárendeltségében álló gárdadandárba összevonva májusban létrehozta a horvát nemzeti gárdát (Zbor narodne garde - ZNG), amelynek élén Martin Špegelj nyugalmazott JNA tábornok állt. Az addigra 40 000 fősre bővült regionális rendőrséget is a ZNG-hez csatolták, és 19 dandárba és 14 önálló zászlóaljba szervezték át. A gárdadandárok voltak a ZNG egyetlen olyan egységei, amelyek kézifegyverekkel teljesen fel voltak fegyverkezve. viszont az egész ZNG-ben hiányoztak a nehézfegyverek, és nem volt parancsnoki és irányító struktúra. Akkoriban a horvát fegyverkészlet 30 ezer külföldön vásárolt kézi lőfegyverből és 15 ezer, korábban a rendőrség tulajdonában lévő fegyverből állt. Ekkor a gárdadandárokba vezényelt állomány pótlására egy új, 10 000 fős különleges rendőri egységet hoztak létre.
1991 júniusára a Krajinai Szerb Autonóm Terület (SAO Krajina) Banovinát a részévé nyilvánította, és a szerb–horvát konfliktus eszkalálódni kezdett. Az összecsapások július végén tetőztek, amikor a horvátországi szerb erők Fullánk hadművelet néven offenzívát indítottak. Elsősorban a Dvor és Hrvatska Kostajnica, közötti horvátok lakta falvakat és a glinai rendőrséget célozták meg. A Glina megszerzésére indított offenzíva sikeres volt, ami arra késztette a horvát erőket, hogy július 27-én kivonuljanak az Una völgyéből Hrvatska Kostajnicától délre és nyugatra. A harcok során 12 horvát rendőr és 20 civil vesztette életét.
Július 28-án kiújultak a harcok Topuszka környékén, amelyet aznap az SAO Krajina erői ostromoltak, valamint Hrvatska Kostajnica és Hrvatska Dubica környékén is. A harcok a térségben augusztusban is folytatódtak,  és Hrvatska Kostajnicát szeptember 9-én megostromolták. Három nappal később a SAO Krajina erői elfoglaltak egy nagy dombot, amely Hrvatska Kostajnicára néz, ami arra késztette a helyi horvát erőket, hogy visszavonuljanak. Szeptember 13-án Hrvatska Kostajnicát JNA támogatással elfoglalták az SAO Krajina csapatai. Körülbelül 300 horvát katona vonult ki a városból vagy adta meg magát. A város elfoglalását gyilkosságok, fosztogatás és épületek felgyújtása követte mind a városban, mind a környező falvakban. A városban összesen 67 horvát katonát fogtak el és szállítottak a glinai börtönbe, de egyikük sem érkezett meg oda. Az SAO Krajina csapatai még aznap elfoglalták Hrvatska Dubicát, Topuszka pedig szeptember 14-én esett el. Szeptember 21-én Petrinyát is elfoglalták a SAO Krajina és a JNA erői, ezzel megszállva Horvátország egyik fontos hídfőjét a Kulpa folyó déli (jobb) partján.

## A gyilkosságok
Szeptember 13-án, miután az SAO Krajina erői elfoglalták Hrvatska Kostajnicát és Hrvatska Dubicát, a konfliktus északra tolódott, ahol a ZNG által ellenőrzött Sunjától és Novszkától délre egy új frontvonal jött létre. A napi összecsapások ott folytatódtak. Miután a ZNG kivonult Hrvatska Kostajnicából és Hrvatska Dubicából, jelentős számú civil hagyta el a területet, így csak mintegy 120 horvát civil maradt a két városban és a környező falvakban. Ezeknek körülbelül a fele Hrvatska Dubicában, ahol a városból korábban elmenekült horvátok vagy szerbek tulajdonában lévő házak kifosztása és felgyújtása október közepéig folytatódott. A legtöbb civil, aki otthonában maradt, idős ember vagy nő volt.
Fegyveres szerbek Cerovljani faluban, közvetlenül Hrvatska Dubicától északra szeptember 13-án felgyújtottak több horvát tulajdonú házat, majd ezt szeptember 21-én folytatták. Három nappal később a fegyveresek ismét visszatértek, majd némi lövöldözés után három civilt megöltek, és további négy házat felgyújtottak. Ugyanezen a napon a katolikus templom templom harangtornyát RPG kézi páncélelhárító gránátvetőkkel lőtték. Októberben a fegyveres szerbek a tizenegy megmaradt cerovljani lakosból tízet összegyűjtöttek a falu kultúrházában, ahol azt közölték velük, hogy egy találkozón vesznek részt. Ehelyett egész éjszaka fogva tartották őket, és másnap elszállították őket a Hrvatska Dubicától közvetlenül nyugatra fekvő Baćin falu melletti Krečane területére, ahol megölték őket. Baćinban, miután az SAO Krajina csapatai elfoglalták a falut mintegy 30 idős civil maradt. Mindannyiukat Krečanéba vitték, és három férfi kivételével, akiket őrizetbe vettek és Hrvatska Dubicában öltek meg, őket is megölték.
Október 20-án délelőtt az SAO Krajina rendőrsége 53 civilt fogott fel Dubicában. Többségük horvát volt, de több szerb és muszlim is volt közöttük. Azt mondták nekik, hogy találkozóra viszik őket, de a város tűzoltóságán őrizetbe vették őket. A nap folyamán tizenegy ember szökött meg vagy szabadult ki, vagy azért, mert szerbek voltak, vagy azért, mert szerb rokonaik voltak. Október 21-én az SAO Krajina erői 43 fogvatartottat vittek el Hrvatska Dubicából. A fogvatartottakat egy buszra rakták, és közölték velük, hogy Glinába viszik őket, ahol fogolycsere keretében engedik el őket. A csoportot azonban (két szerb kivételével valamennyi horvát volt) Krečanéba vitték és megölték. Ugyanebben az időszakban a Hrvatska Dubica környéki falvakból való további 24 civilt öltek meg a szerb erők ismeretlen helyeken.
A Krečanéban meggyilkoltak holttestét két hétig temetetlenül hagyták. Az áldozatok egy részét nem ölték meg azonnal, csak megsebesítették őket, és napokig tartott, míg az Una túlsó partján haldokoltak. A folyó bosznia-hercegovinai partján élők azt állítják, hogy a gyilkosságok után még napokig hallottak segélykiáltásokat. Két hét elteltével a holttestek nagy részét buldózerrel a folyó partján lévő sekély sírba temették, a többit pedig az Unába dobták. A sír kellően közel volt a folyóhoz ahhoz, hogy az áramló víz legalább a holttestek egy részét kimossa.

## Következmények
November 20-án az összes életben maradt horvát civilt kiűzték Hrvatska Dubica területéről. 1992 februárjáig legalább 118 horvát és más nem szerb civilt öltek meg Baćinban és környékén. 1995-re Hrvatska Dubicában számos horvát tulajdonú házat, Cerovljaniban az összes,  Baćinban pedig horvát tulajdonú házal felét felgyújtották, felrobbantották vagy más módon semmisítették meg. A Hrvatska Dubica, Cerovljani és Baćin katolikus templomait lerombolták, a Hrvatska Dubicában lerombolt templom alapjait pedig teljesen eltávolították.
A Baćin melletti krečanei tömegsírt, két évvel azután, hogy a horvát hatóságok a Vihar hadművelet során visszafoglalták a területet 1997-ben fedezték fel. A tömegsírban 56 holttest volt, amelyek közül 36-ot azonosítottak. A maradék húsz embert a hrvatska dubicai katolikus temetőben temették el.
A Hrvatska Dubicából, Cerovljaniból és Baćinból elhurcolt civilek meggyilkolása szerepelt a Nemzetközi Büntetőtörvényszéken (ICTY) Milan Martić, és a Slobodan Milošević perében. Martićot, aki a SAO Krajina erők és a JNA harci tevékenységét Dušan Smiljanić ezredessel, a JNA 10. (Zágrábi) hadtest biztonsági vezetőjével Hrvatska Kostajnicán koordinálta, a nem szerbek ellen Horvátországban elkövetett etnikai tisztogatásban való részvétele miatt bűnösnek találták, és 35 év börtönre ítélték. Az ítélet 83 civilt azonosított (43-at Hrvatska Dubicából, 10-et Cerovljaniból és hozzávetőleg 30-at Baćinból), akiket Krečaniban öltek meg az 1991. október 21 körüli napokban. Milošević 2006 márciusában őrizetben halt meg, mielőtt ügyében még ítélet születhetett volna.
A horvát hatóságok a 2013-as baćini vérengzésben való részvétel és legalább 75 ember meggyilkolása miatt eljárást indítottak és távollétükben elítéltek hét horvátországi szerbet. A civilek fogvatartásának megszervezése és a Baćin melletti kivégzésükben való részvételük miatt Momčilo Kovačević krajnai dubicai rendőrök és két beosztottjuk, Stevo Radunović és Veljko Radunović egyenként 20, Stevan Dodoš pedig 15 év börtönbüntetést kaptak. Branko Dmitrovićot, a SAO Krajina polgári hatóságának dubicai vezetőjét, valamint a kostajnicai SAO Krajina területvédelmi parancsnokát, Slobodan Borojevićet 15 év börtönbüntetésre ítélték, mert nem akadályozták meg vagy nem torolták meg a bűncselekményt.

## Fordítás
Ez a szócikk részben vagy egészben  a   Baćin massacre című angol Wikipédia-szócikk ezen változatának fordításán alapul.  Az eredeti cikk szerkesztőit annak laptörténete sorolja fel. Ez a jelzés csupán a megfogalmazás eredetét és a szerzői jogokat jelzi, nem szolgál a cikkben szereplő információk forrásmegjelöléseként.